# Nathaniel Parker

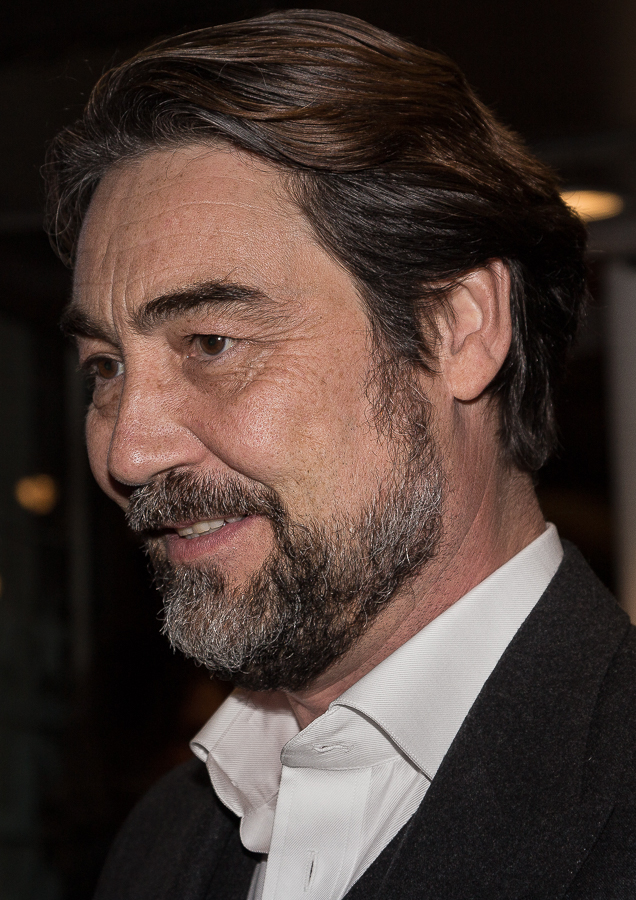
Nathaniel Parker (2015)

Nathaniel Parker (* 18. Mai 1962 in London) ist ein britischer Schauspieler.
Die Eltern von Nathaniel Parker waren der ehemalige Vorstandsvorsitzende der British Rail, Sir Peter Parker, und Lady Jill Parker. Schon mit neun Jahren entschloss er sich, Schauspieler zu werden. Er machte einen Abschluss auf der London Academy of Music and Dramatic Art und wurde Mitglied der Royal Shakespeare Company.
Parker gab unter anderem den „Bassanio“ in Der Kaufmann von Venedig, dessen Produktion von Peter Hall geleitet wurde, an der Seite von Dustin Hoffman. Er spielte in Franco Zeffirellis Hamlet die Rolle „Laertes“ und „Cassio“ in Oliver Parkers Version von Othello. Unter anderem war er als „Clive Healy“ in dem Film Bodyguard mit Whitney Houston und Kevin Costner und als „Master Edward Gracey“ in der Komödie Die Geistervilla mit Eddie Murphy zu sehen.
Seit 2002 ist Parker auch einem breiteren Fernsehpublikum bekannt in der Rolle des Inspektors Thomas Lynley in den Verfilmungen der Krimi-Reihe von Elizabeth George. Mittlerweile besteht die Serie aus 23 Filmen.
2011 war er als Agravaine in der BBC-Serie Merlin – Die neuen Abenteuer zu sehen.
Parker ist seit 1992 mit der Schauspielerin Anna Patrick verheiratet und hat mit ihr zwei Töchter. Er hat eine Schwester und zwei Brüder – darunter den Schauspieler und Regisseur Oliver Parker.

## Filmografie
- 1988: Piece of Cake
- 1989: Inspektor Morse, Mordkommission Oxford (Inspector Morse, Fernsehserie, Folge Deceived by Flight)
- 1989: War Requiem
- 1990: Never Come Back
- 1990: Hamlet
- 1991: Agatha Christie’s Poirot (Folge: Maskenball)
- 1991: The War That Never Ends
- 1991: The Black Candle
- 1991: Absolute Hell
- 1992: Heroes II: The Return
- 1992: Look at It This Way
- 1992: Bodyguard (The Bodyguard)
- 1993: Sargasso Sea – Im Meer der Leidenschaft (Wide Sargasso Sea)
- 1993: Dancing Queen
- 1993: The Vision Thing
- 1994: Eine unerhörte Affäre (A Village Affair)
- 1994: Gefährliche Spiele (Dangerous Games)
- 1994: Squanto: A Warrior’s Tale
- 1995: Othello
- 1995: McCallum
- 1997: Beverly Hills Ninja – Die Kampfwurst (Beverly Hills Ninja)
- 1997: Die Bibel – David (David)
- 1997: In eisige Höhen – Sterben am Mount Everest (Into Thin Air: Death On Everest)
- 1998: Far from the Madding Crowd
- 1998: Vanity Fair
- 1999: Trust
- 1999: McCallum
- 2000: Lover’s Prayer (All Forgotten)
- 2001: Pretending to Be Judith
- 2003: Die Geistervilla (The Haunted Mansion)
- 2001–2007: Inspector Lynley (The Inspector Lynley Mysteries)
- 2007: Lewis – Der Oxford Krimi (Lewis, Fernsehreihe, Folge: Auf falscher Fährte)
- 2007: Flawless
- 2007: Der Sternwanderer (Stardust)
- 2011: Merlin – Die neuen Abenteuer (Merlin, Fernsehserie)
- 2011: Injustice – Unrecht (Injustice, Fernsehserie)
- 2013: Inspector Gamache – Denn alle tragen Schuld (Still Life: A Three Pines Mystery)
- 2019: The Warrior Queen of Jhansi
- 2019: Grantchester (Fernsehserie, eine Folge)
- 2020: La templanza (Fernsehserie)
- 2021: The Last Duel
- 2023: Inspector Barnaby – Tödliches Klima (24.4)